# Trompe l'œil

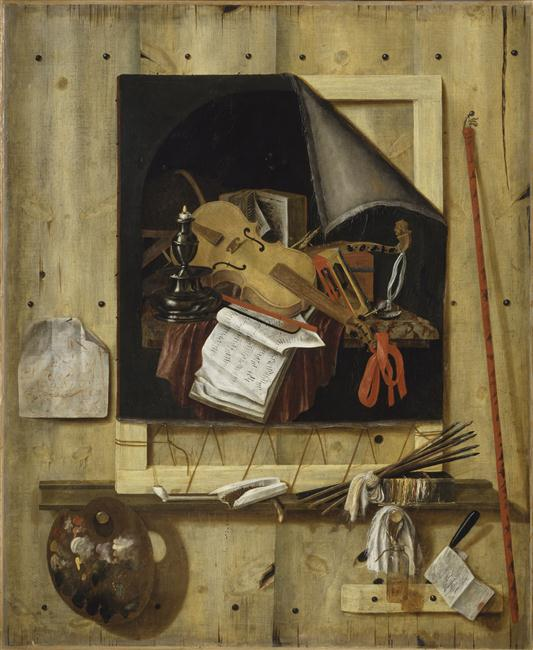
Cornelius N. Gijsbrechts – "Trompe-l'œil mit Atelierwand und Vanitasstilleben" (1665).

Trompe l'œil (franska ’som bedrar ögat’, av tromper ’bedra’ och œil ’öga’) eller illusionsmåleri, är sedan antiken inom konsten ett utbrett framställningssätt, att genom målad imitation av tredimensionell form försöka göra det omöjligt för ögat att skilja mellan ett målat och ett verkligt föremål eller rum.
Trompe l'œil kan användas som bildmotiv eller, från mitten av 1400-talet och framför allt i det holländska 1600-talsmåleriet, utgöra en egen bildtyp.